# Lý Minh Duệ
Lý Minh Duệ (chữ Hán: 李明睿, 1585 – 1671) tên tự là Thái Hư, người Nam Xương tỉnh Giang Tây, quan lại cuối thời Minh.

## Tiểu sử
Sinh năm Vạn Lịch thứ 13 (1585), năm Thiên Khải thứ 2 (1622) thi đỗ Tiến sĩ, nhờ sự tiến cử của Lý Bang Hoa, Lã Đại Khí, ông được trao chức Tả trung doãn. Ngày 3 tháng 1 năm Sùng Trinh thứ 17 (1644), Lý Minh Duệ khuyên vua Sùng Trinh nên từ bỏ Bắc Kinh và di chuyển về phía Nam càng sớm càng tốt, Hoàng đế nói với ông: "Ý của khanh cũng hợp với trẫm, thế nhưng dân ngoài biên cương không chịu đi theo, thì làm thế nào đây?". Lý Minh Duệ nói: "Thiên mệnh dày đặc, để đến khi thánh tâm đứt đoạn, e rằng có hối cũng không kịp nữa rồi". Và xin Sùng Trinh đừng ngần ngại đưa ra quyết định càng sớm càng tốt. Hoàng đế Sùng Trinh luôn quan tâm đến việc di dời thủ đô. Vào ngày thứ tư của tháng ba, Sùng Trinh nói với quần thần:"Lý Minh Duệ lúc đầu có ý khuyên trẫm dời về Nam. Quốc quân chết vì xã tắc, trẫm còn có thể đi đâu được nữa? lại khuyên truyền cho Thái tử đi đến Nam Kinh trước, các khanh nghĩ thế nào?" Trần Diễn phản đối [dời về phía nam], cùng ra hiệu cho Binh khoa Cấp sự trung Quang Thời Hanh, chỉ trích kịch liệt Lý Minh Duệ với lời lẽ: "Không giết Lý Minh Duệ, không đủ an định lòng dân". Sau khi triều Minh mất, Lý Minh Duệ ra làm quan với nhà Thanh, được Đa Nhĩ Cổn phong làm Thị lang bộ Lễ, trong nhà nuôi dưỡng rất nhiều ca kỹ, có bát diện quan âm và tứ diện quan âm, sau được chuyển tới Cao An, đi theo phụng sự Ngô Tam Quế. Năm Khang Hi thứ 10 (1671), ông mất cùng năm với Ngô Vĩ Nghiệp.